# Дискографија групе Електрични оргазам
Дискографија српског рок бенда Електрични оргазам састоји се од једанаест студијских албума, укључујући кавер албум Les Chansones Populaires, пет уживо албума, пет компилацијских албума, један ЕП и пет синглова.
Прве снимке бенда су објавили 1981. године на омнибус албуму Пакет аранжмана на којем су се налазиле и песме Идола и Шарла акробате. Издање се данас сматра једним од најистакнутијих издања популарне музике у Социјалистичкој Федеративној Републици Југославији. Током периода новог таласа, бенд је објавио веома успешне албуме Електрични оргазам, објављене 1981. године и дистрибуиране у остатку Европе, успевши да добије веома добре критике у британском музичком магазину NME, Лишће прекрива Лисабон, са експерименталним и уметничким утицајима пост-панка и психоделичног рока, а насловни албум Les Chansones Populaires (, састављен од обрада Дејвида Боувија, Дорса и других. Истакнуто издање из година новог таласа је такође ЕП Warszawa '81 из 1982 . године, снимљен током турнеје бенда по Пољској, који се сматра првим званичним бутлег снимком у бившој Југославији.
Са албумом Како бубањ каже, бенд је експериментисао са утицајима мејнстрим оријентисаног рок звука, достигавши свој врхунац уз наставак Дисторзија, који се сматра најбољим студијским напором бенда. 1988, након издавања првог ливе албума, бенд издаје последњи студијски албум, поп рок оријентисан Летим, сањам, дишем и компилацијом Најбоље песме 1980-1988, пре четворогодишње дискографске паузе. Вративши се на рок сцену почетком 1990-их, бенд је објавио компилацијски албум Секс, дрога, насиље и страх, са новим студијским материјалом на А-страни и живи материјал на Б-страни издања. Године 1993. бенд је објавио ливе албум Balkan Horror Rock II, а следеће године, двоструки студијски албум Зашто да не!. Године 1996. бенд је издао албум албум Живо и акустично.
Студијски албуми А ум бум објављени 1999. и Хармонајзер објављени 2002. нису поновили успех претходних издања. Издали су и две компилације, најбољу компилацију Најбоље песме вол. 2 1992-1999 2002. и Брескве у тешком сирупу вол. 1 из 2006. године, са необјављеним материјалом из ере новог таласа. Од 2006. године, са паузама, бенд је почео да припрема нови студијски албум радног назива То што видиш то и јесте, за који је снимање настављено у децембру 2008.

## Студијски албуми
| Година | Детаљи о албуму                                                                                   |
| ------ | ------------------------------------------------------------------------------------------------- |
| 1981   | Електрични оргазам - Издато: 1981. - Издавач: Југотон - Формат: ЛП, АК, ЦД                        |
| 1982   | Лишће прекрива Лисабон - Издато: 1982. - Издавач: Југотон - Формат: ЛП, АК, ЦД                    |
| 1983   | - Издато: 1983. - Издавач: Југотон - Формат: ЛП, АК, ЦД                                           |
| 1984   | Како бубањ каже - Издато: 1984. - Издавач: Југотон - Формат: ЛП, АК, ЦД                           |
| 1986   | Дисторзија - Издато: 1986. - Издавач: Југотон - Формат: ЛП, АК, ЦД                                |
| 1988   | Летим, сањам, дишем - Издато: 1988. - Издавач: Југотон - Формат: ЛП, АК, ЦД                       |
| 1994   | Зашто да не! - Издато: 1994. - Издавач: ПГП РТС - Формат: ЛП, АК, ЦД                              |
| 1999   | А ум бум - Издато: 1999. - Издавач: City Records - Формат: АК, ЦД                                 |
| 2002   | Хармонајзер - Издато: 2002. - Издавач: ПГП РТС - Формат: АК, ЦД                                   |
| 2010   | То што видиш то и јесте - Објављено: септембар 2010 - Издавач: Дом омладине Београда - Формат: ЦД |
| 2018   | Где смо сад? - Објављено: јун 2018. - Издавач: Mascom - Формат: ЛП, ЦД                            |

## Уживо албуми
| Година | Детаљи о албуму                                                                  |
| ------ | -------------------------------------------------------------------------------- |
| 1987   | Браћо и сестре - Издато: 1987. - Ознака: Југотон - Формат: ЛП, АК, ЦД            |
| 1993   | Balkan Horror Rock II - Издато: 1993. - Лабел: Мастер Мјузик - Формат: АК, ЦД    |
| 1996   | Warszawa '81 - Издато: 1996. - Ознака: Yellow dog - Формат: АК, ЦД               |
| 1996   | Живо и акустично - Издато: 1996. - Ознака: Б92 - Формат: АК, ЦД                  |
| 2007   | ElOrgNewWave - Издато: 2007. - Лабел: Аутоматик - Формат: ЦД                     |
| 2013   | Warszawa '81/Warszawa '13 - Издато: 2013. - Ознака: Pomatom EMI - Формат: ЦД     |
| 2016   | Пуштај музику! - Издато: 2016. - Ознака: Long Play - Формат: ЛП                  |
| 2023   | En vivo en la fabrica - Издато: 2023. - Ознака: Croatia Records - Формат: ЦД, БД |

## Компилације
| Година | Детаљи о албуму                                                                    |
| ------ | ---------------------------------------------------------------------------------- |
| 1981.  | Пакет аранжман - Издато: 1981. - Ознака: Југотон - Формат: ЛП, АК, ЦД              |
| 1988.  | Најбоље песме 1980-1988 - Издато: 1988. - Ознака: Југотон - Формат: ЛП, АК, ЦД     |
| 1992   | Секс, дрога, насиље и страх - Издато: 1992. - Ознака: ПГП РТБ - Формат: ЛП, АК, ЦД |
| 2002   | Најбоље песме вол. 2 1992-1999 - Издато: 2002. - Ознака: ПГП РТС - Формат: АК, ЦД  |
| 2007   | Брескве у тешком сирупу вол. 1 - Издато: 2006. - Лабел: Аутоматик - Формат: ЦД     |
| 2009.  | The Ultimate Collection - Издато: 2009. - Лабел: Croatia Records - Формат: ЦД      |

## EP
| Година | Детаљи о албуму                                             |
| ------ | ----------------------------------------------------------- |
| 1982.  | Warszawa '81 - Издато: 1982. - Ознака: Југотон - Формат: ЕП |

## Синглови
| Година | Појединачни детаљи |
| ------ | --- |
| 1981.  | "Конобар" - Б-страна: "I've got a feeling" - Са албума: Електрични оргазам - Издато: 1981. - Ознака: Југотон - Формат: 7"          |
| 1982.  | "Доколица" - Б-страна: "Доколица (дуб верзија)" - Са албума: Лишће прекрива Лисабон - Издато: 1982. - Ознака: Југотон - Формат: 7" |
| 1982.  | "Одело" - Б-страна: " Африка " - Са албума: Лишће прекрива Лисабон - Издато: 1982. - Ознака: Југотон - Формат: 7"                  |
| 1983.  | "Locomotion" - Б-страна: "Metal Guru" - Са албума: - Издато: 1983. - Ознака: Југотон - Формат: 7"                                  |
| 1982.  | " Како бубањ каже " - Б-страна: "Тетовиране девојке" - Са албума: Како бубањ каже - Издато: 1984. - Ознака: Југотон - Формат: 7"   |